# Haematopota personata
Haematopota personata är en tvåvingeart som beskrevs av Philip 1963. Haematopota personata ingår i släktet Haematopota och familjen bromsar. Inga underarter finns listade i Catalogue of Life.